# Liste der Museen in Brandenburg

## A
- Alt Tucheband, Landkreis Märkisch-Oderland
  - Landhaus an der alten Heer- und Handelsstraße
- Altdöbern, Landkreis Oberspreewald-Lausitz
  - Schloss und Park Altdöbern
- Altranft, Landkreis Märkisch-Oderland
  - Oderbruch Museum Altranft – Werkstatt für ländliche Kultur
- Angermünde, Landkreis Uckermark
  - Heimatmuseum Angermünde
  - NABU-Erlebniszentrum Blumberger Mühle

## B
- Bad Belzig, Landkreis Potsdam-Mittelmark
  - Museum Burg Eisenhardt
  - Roger-Loewig-Haus
- Bad Freienwalde (Oder), Landkreis Märkisch-Oderland
  - Oderbruch Museum Altranft – Werkstatt für ländliche Kultur
  - Haus der Naturpflege
  - Oderlandmuseum
  - Schloss Freienwalde mit Walter Rathenau Gedenkstätte
  - Ausstellung Historischer Ringofen Altglietzen
- Bad Liebenwerda, Landkreis Elbe-Elster
  - Kreismuseum Bad Liebenwerda
  - Heimatstube Domsdorf
  - Mitteldeutsches Marrionettentheatermuseum
- Badingen, Landkreis Oberhavel
  - Heimatstube Festes Haus
- Baruth/Mark
  - Museumsdorf Baruther Glashütte
- Basdorf, Landkreis Barnim
  - Heidekrautbahn-Museum Basdorf, Berliner Eisenbahnfreunde e. V.
- Beelitz, Landkreis Potsdam-Mittelmark
  - Beelitzer Heimatmuseum Alte Posthalterei
- Beeskow, Landkreis Oder-Spree
  - Regionalmuseum Burg Beeskow
- Bergholz-Rehbrücke, Landkreis Potsdam-Mittelmark
  - Oldtimer-Museum
- Bergsdorf, Landkreis Oberhavel
  - Kurt-Mühlenhaupt-Museum Bergsdorf
- Berkenbrück, Landkreis Oder-Spree
  - Hans Fallada Gedenkstätte
- Bernau bei Berlin, Landkreis Barnim
  - Galerie der Bildenden Künste
  - Heimatmuseum Henkerhaus
  - Heimatmuseum Steintor
- Birkenwerder, Landkreis Oberhavel
  - Museum Clara Zetkin im Zetkin-Haus
- Blankensee, Landkreis Teltow-Fläming
  - Bauernmuseum Blankensee
  - Dorfkirche Blankensee
- Bleyen, Landkreis Märkisch-Oderland
  - Heimatstube Bleyen
- Bliesdorf, Landkreis Märkisch-Oderland
  - Heimatstube für dörfliche Alltagskultur
  - Chamisso Museum im Kunersdorfer Musenhof
- Bloischdorf, Landkreis Spree-Neiße
  - Niederlausitzer Sorbisches Dorfmuseum – Dolnołužyski serbski wejsny muzej Błobošojce
- Blumberg, Landkreis Barnim
  - Schulmuseum Blumberg
- Blüthen, Landkreis Prignitz
  - Pfarrhausmuseum
- Bohsdorf, Landkreis Spree-Neiße
  - Gedenkstätte Erwin Strittmatter Der Laden
- Boitzenburg, Landkreis Uckermark
  - Produktionsmuseum Klostermühle Boitzenburg
- Borkheide, Landkreis Potsdam-Mittelmark
  - Hans-Grade-Museum
- Brandenburg an der Havel
  - Archäologisches Landesmuseum Brandenburg im Paulikloster
  - Gedenkstätte für die Opfer der Euthanasie-Morde
  - Gedenkstätte Zuchthaus Brandenburg-Görden
  - Dommuseum
  - Stadtmuseum Brandenburg
    - Museum im Steintorturm
    - Museum im Frey-Haus

  - Industriemuseum Brandenburg an der Havel (Siemens-Martin-Ofen des früheren Stahlwerks), ein Ankerpunkt der Europäischen Route der Industriekultur (ERIH)
  - Slawendorf
  - Heimatstube
  - Historischer Hafen
  - Luftfahrtausstellung
  - Straßenbahnmuseum
  - Computermuseum
  - Fischereiausstellung in Plaue
  - Psychiatriemuseum, Ausstellung der Landesklinik
- Brodowin, Landkreis Barnim
  - Öko-Dorf Brodowin e. V.
- Brüssow, Landkreis Uckermark
  - Stadtmuseum Brüssow
- Buckow (Märkische Schweiz), Landkreis Märkisch-Oderland
  - Brecht-Weigel-Haus
  - Eisenbahnmuseum im Bahnhof Buckow
  - Galerie Zum Alten Warmbad
- Burg, Landkreis Spree-Neiße
  - Heimatstube Burg
- Buschow, Landkreis Havelland
  - Jagdmuseum Soechting

## C
- Calau, Landkreis Oberspreewald-Lausitz
  - Heimatmuseum Calau
  - Technikmuseum Calau Reinhard Bareinz
- Caputh, Landkreis Potsdam-Mittelmark
  - Museum Schloss Caputh
- Chorin, Landkreis Barnim
  - Klosterruine Chorin
- Cottbus
  - Fürst-Pückler-Museum Park und Schloss Branitz
  - Cottbuser Parkeisenbahn
  - Spreewehrmühle
  - Kunstmuseum Dieselkraftwerk Cottbus
  - Flugplatzmuseum Cottbus
  - Museum der Natur und Umwelt
  - Brandenburgisches Apothekenmuseum
  - Stadtmuseum Cottbus
  - Wendisches Museum/Serbski muzej
  - Sachsendorfer Wasserwerk/Museum
  - Galerie des Kunstfördervereins (Galerie Haus 23)
  - Raumflugplanetarium „Juri Gagarin“ Cottbus

- Cumlosen, Landkreis Prignitz
  - Heimatstube „Willi Westermann“

## D
- Dahlwitz-Hoppegarten, Landkreis Märkisch-Oderland
  - Heimatstube Dahlwitz-Hoppegarten
- Dahme/Mark, Landkreis Teltow-Fläming
  - Heimatmuseum Dahme/Mark
- Demerthin, Landkreis Prignitz
  - Freilandmuseum
  - Renaissanceschloss Demerthin
- Demnitz, Landkreis Oder-Spree
  - Heimatstube Demnitz
- Dennewitz, Landkreis Teltow-Fläming
  - Dorfmuseum Dennewitz
- Templin OT Densow, Landkreis Uckermark
  - Glashütte Annenwalde
- Dissen-Striesow, Landkreis Spree-Neiße
  - Heimatmuseum Dissen
  - Heimatstube Rothenklempenow
- Doberlug-Kirchhain, Landkreis Elbe-Elster
  - Weißgerbermuseum
- Domsdorf bei Uebigau-Wahrenbrück
  - Brikettfabrik Louise, ein Ankerpunkt der  Europäischen Route der Industriekultur (ERIH)
- Dorf Zechlin, Landkreis Ostprignitz-Ruppin
  - Mühlenmuseum
- Drebkau, Landkreis Spree-Neiße
  - Sorbische Webstube Drebkau/Serbska tkajarska spa
- Dreetz, Landkreis Ostprignitz-Ruppin
  - Heimatstube Dreetz

## E
- Eberswalde, Landkreis Barnim
  - Forstbotanischer Garten Eberswalde Solitär-Arboretum
  - Papiermanufactur und -museum Wolfswinkel-Spechthausen i.Gr.
  - Historischer Fundus der Fachhochschule Eberswalde
  - Insektenausstellung Deutsches Entomologisches Institut im ZALF
  - Museum in der Adler-Apotheke
  - Stadt- und Kreismuseum Eberswalde
  - Tierpark Eberswalde
  - Zoo Eberswalde mit Zoomuseum
- Eisenhüttenstadt, Landkreis Oder-Spree
  - Dokumentationszentrum Alltagskultur der DDR
  - Feuerwehrmuseum
  - Städtische Galerie Eisenhüttenstadt
  - Städtisches Museum Eisenhüttenstadt
- Eldenburg, Landkreis Prignitz
  - Museum im Speicher Hubert Meier
- Elsterwerda, Landkreis Elbe-Elster
  - Bockwindmühle Elsterwerda
  - Kleine Galerie „Hans Nadler“
- Erkner, Landkreis Oder-Spree
  - Gerhart-Hauptmann-Museum[1]
  - Heimatmuseum Erkner

## F
- Falkenberg/Elster, Landkreis Elbe-Elster
  - Brandenburgisches Eisenbahnmuseum Falkenberg
  - Naturkundliche Heimatstube Falkenberg
- Falkensee, Landkreis Havelland
  - Geschichtspark in Falkensee an der Hamburger Straße
  - Heimatmuseum Falkensee und Galerie
- Finowfurt, Landkreis Barnim
  - Luftfahrthistorische Sammlung Flugplatz Finow
- Finsterwalde, Landkreis Elbe-Elster
  - Feuerwehrmuseum Finsterwalde
  - Kreismuseum Finsterwalde
- Forst (Lausitz), Landkreis Spree-Neiße
  - Brandenburgisches Textilmuseum Forst (Lausitz)
  - Städtische Museumssammlung Forst
- Frankfurt (Oder)
  - Gedenk- und Dokumentationsstätte „Opfer politischer Gewaltherrschaft“
  - Museum Junge Kunst Rathaushalle
  - Museum Viadrina
  - Schulmuseum August-Bebel-Realschule
  - Kleist-Museum Gedenk- und Forschungsstätte
  - Informations- und Dokumentationszentrum des BStU
  - Brandenburgisches Landesmuseum für Ur- und Frühgeschichte (Außenstelle)
  - Hochwasser-Museum
  - Rathaushalle und Museum Junge Kunst
- Freyenstein, Landkreis Ostprignitz-Ruppin
  - Archäologischer Park Freyenstein
- Friedersdorf, Landkreis Märkisch-Oderland
  - Kunstspeicher an der B 167
- Friedrichsaue, Landkreis Märkisch-Oderland
  - Dorfmuseum Friedrichsaue Helmut Hulitschke
- Friesack, Landkreis Havelland
  - Heimatmuseum Friesack auf dem Marktplatz
- Fürstenberg/Havel, Landkreis Oberhavel
  - Klosterkirche Himmelpfort
  - Mahn- und Gedenkstätte Ravensbrück
- Fürstenwalde/Spree, Landkreis Oder-Spree
  - Internierungslager Ketschendorf e. V. Geschäftsstelle der Initiativgruppe im Stadtmuseum
  - Städtische Galerie Altes Rathaus
  - Städtisches Museum Fürstenwalde
- Fürstenwerder, Landkreis Uckermark
  - Uckermärkische Heimatstuben Fürstenwerder

## G
- Gadow, Landkreis Prignitz
  - Schloss Gadow
- Gartz, Landkreis Uckermark
  - Ackerbürgermuseum Gartz/Oder
- Geesow, Landkreis Uckermark
  - Salveymühle 3
- Gehren, Landkreis Dahme-Spreewald
  - KunstNaturLandschaft Gärten der Sinne Gehren
- Geltow, Landkreis Potsdam-Mittelmark

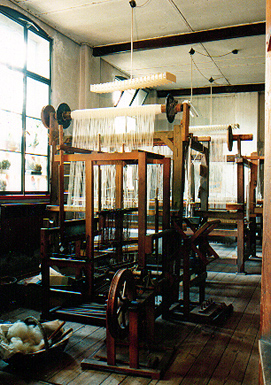
Aktives Museum Henni Jaensch-Zeymer

- - Aktives Museum „Henni Jaensch-Zeymer“ Handweberei
  - Heimatmuseum Geltow
- Gerswalde, Landkreis Uckermark
  - Heimatstube in der Wasserburg
- Glindow, Landkreis Potsdam-Mittelmark
  - Heimatmuseum Glindow
  - Märkisches Ziegeleimuseum
- Gneisenau, Landkreis Uckermark
  - Heimatstube Hetzdorf Johanna Dethloff
- Golzow, Landkreis Märkisch-Oderland
  - Ständige Ausstellung des Filmwerks Die Kinder von Golzow
- Goyatz, Landkreis Dahme-Spreewald
  - Heimatmuseum Schwielochsee-Süd
- Gramzow, Landkreis Uckermark
  - Brandenburgisches Museum für Klein- und Privatbahnen
  - Gramzower Heimatstuben
- Gransee, Landkreis Oberhavel
  - Museum Gransee
- Grebs, Landkreis Potsdam-Mittelmark
  - Dauerausstellung „Landwirtschaftliche Produktion, Leben und Arbeiten auf dem Hof unserer Väter“
- Gröden
  - Heimatstube Gröden
- Groß Breese, Landkreis Prignitz
  - Heimatstube Groß Breese
- Groß Glienicke, Landkreis Potsdam-Mittelmark
  - Museum Kindertagesstätten in Deutschland Kita-Museum
- Groß Gottschow, Landkreis Prignitz
  - Plattenburg
- Groß Kölzig, Landkreis Spree-Neiße
  - Heimatstube Groß Kölzig
- Groß Lübbenau, Landkreis Oberspreewald-Lausitz
  - Dorfmuseum Groß Lübbenau
- Groß Neuendorf, Landkreis Märkisch-Oderland
  - Schmiedemuseum
  - Schustermuseum
  - Landwirtschaftliche Ausstellung
- Groß Schacksdorf, Landkreis Spree-Neiße
  - Groß Schacksdorfer Heimatstuben
- Groß Schönebeck, Landkreis Barnim
  - Schorfheide-Museum
- Großbeeren, Landkreis Teltow-Fläming
  - Gedenkstätten Großbeeren
- Großderschau, Landkreis Havelland
  - Heimat-Haus Großderschau
- Großkoschen, Landkreis Oberspreewald-Lausitz
  - Museumshof Großkoschen
- Großräschen, Landkreis Oberspreewald-Lausitz
  - Stadtmuseum Großräschen Sonnenblume e. V.
- Großwoltersdorf, Landkreis Oberhavel
  - Gut Zernikow
- Guben, Landkreis Spree-Neiße
  - Städtisches Museum Sprucker Mühle
  - Ausstellungszentrum Guben
  - Technisches Museum der Hutindustrie
  - Plastinarium von Gunther von Hagens
- Gusow, Landkreis Märkisch-Oderland
  - Museum für brandenburg-preußische Geschichte

## H
- Haidemühl, Landkreis Spree-Neiße
  - Feuerwehrmuseum Haidemühl e. V.
- Halbe, Landkreis Dahme-Spreewald
  - Waldfriedhof Halbe Gedenkstätte
- Havelsee, Landkreis Potsdam-Mittelmark
  - Rohrweberei Pritzerbe
  - Museumsschiff Ilse-Lucie
- Heiligengrabe, Landkreis Ostprignitz-Ruppin
  - Museum Kloster Stift zum Heiligengrabe
- Heinersbrück, Landkreis Spree-Neiße
  - Sorbische Bauernstube Heinersbrück
- Hennickendorf, Landkreis Märkisch-Oderland
  - Heimatmuseum Hennickendorf
- Hirschfeld
  - Heimatstube Hirschfeld
- Hohenofen, Landkreis Ostprignitz-Ruppin
  - Patent-Papierfabrik Hohenofen Technikmuseum
- Horno, Landkreis Spree-Neiße
  - Landwirtschaftstechnisches Museum Horno

## J
- Jamlitz
  - Dokumentationsstätte KZ-Außenlager Lieberose/Dokumentationsstätte Sowjetisches Speziallager Nr. 6 Jamlitz
- Julianenhof (Gemeinde Märkische Höhe), Landkreis Märkisch-Oderland
  - Fledermaus-Museum Julianenhof
- Jüterbog, Landkreis Teltow-Fläming
  - Museum im Mönchenkloster Jüterbog
- Jänschwalde, Landkreis Spree-Neiße
  - Sorbische Heimatstube Jänschwalde

## K
- Kappe, Landkreis Oberhavel
  - Heimatmuseum Kappe
- Karwe, Landkreis Ostprignitz-Ruppin
  - Heimatstube Karwe
- Ketzin/Havel, Landkreis Havelland
  - Heimatmuseum
  - Dorfmuseum Tremmen
- Klasdorf, Landkreis Teltow-Fläming
  - Museumsdorf Glashütte
- Klaushagen, Landkreis Uckermark
  - Heimatstube Klaushagen
- Klein Kölzig, Landkreis Spree-Neiße
  - Heimatstube Klein Kölzig
- Kleinmachnow, Landkreis Potsdam-Mittelmark
  - Checkpoint Bravo e. V. Erinnerungs- und Begegnungsstätte Grenzkontrollpunkt Dreilinden/Drewitz
  - Miniaturmuseum Arikalex im Europapark-Dreilinden
- Kleßen-Görne, Landkreis Havelland
  - Spielzeugmuseum im Havelland e. V.
- Kloster Zinna, Landkreis Teltow-Fläming
  - Museum Kloster Zinna
  - Webermuseum Kloster Zinna
- Klosterfelde, Landkreis Barnim
  - Internationales Artistenmuseum in Deutschland
- Kummersdorf-Gut, Landkreis Teltow-Fläming
  - Historisch-Technisches Museum – Versuchsstelle Kummersdorf (zur Geschichte der Heeres-Versuchsstelle Kummersdorf)
- Königs Wusterhausen, Landkreis Dahme-Spreewald
  - Heimatmuseum Königs Wusterhausen
  - Schloss Königs Wusterhausen
  - Sender- und Funktechnikmuseum
- Kremmen, Landkreis Oberhavel
  - Nähmaschinenmuseum Sommerfeld
- Kyritz, Landkreis Ostprignitz-Ruppin
  - Agrarflugmuseum Kyritz
  - Lügenmuseum in Gantikow

## L
- Lanz, Landkreis Prignitz
  - Friedrich-Ludwig-Jahn-Gedenkstätte
- Lauchhammer, Landkreis Oberspreewald-Lausitz
  - Heimatstube Lauchhammer
  - Kunstgussmuseum Lauchhammer
  - Biotürme Lauchhammer
  - Mühlenhofmuseum und Heimatstube Grünewalde
  - Heimatstube Kostebrau Ehemalige Schule
- Lebus, Landkreis Märkisch-Oderland
  - Heimatstube Lebus
- Lebusa, Landkreis Elbe-Elster
  - Bockwindmühle Lebusa
- Lehnin, Landkreis Potsdam-Mittelmark
  - Louise-Henriette-Stift (Zisterzienserkloster Lehnin)
- Leipe, Landkreis Oberspreewald-Lausitz
  - Heimatstube Leipe Marlene Jedro
- Lenzen, Landkreis Prignitz
  - Burgmuseum Lenzen
- Letschin, Landkreis Märkisch-Oderland
  - Letschiner Heimatstube

Letschin OT Groß Neuendorf, Landkreis Märkisch-Oderland
- Landwirtschaftliche Ausstellung[3]

- Lichterfeld-Schacksdorf
  - Besucherbergwerk F60

- Liebenberg, Landkreis Oberhavel
  - Liebenberger Geschichtsmuseum
- Liebenwalde, Landkreis Oberhavel
  - Liebenwalder Heimatmuseum im Stadtgefängnis
- Lieberose, Landkreis Dahme-Spreewald
  - Antifaschistische Mahn- und Gedenkstätte
- Lindena, Landkreis Elbe-Elster
  - Bauernmuseum Lindena
- Lindenau, Landkreis Oberspreewald-Lausitz
  - Heimatstube und Uhrenmuseum Lindenau
- Lindenberg, Landkreis Prignitz
  - Prignitzer Kleinbahnmuseum Lindenberg e. V.
- Lindow, Landkreis Ostprignitz-Ruppin
  - Kuriositäten-Museum Schau mal rein
- Linow, Landkreis Ostprignitz-Ruppin
  - Zinnfigurensammlung
- Linum, Landkreis Ostprignitz-Ruppin
  - Storchenschmiede Linum
- Luckau, Landkreis Dahme-Spreewald
  - Niederlausitz-Museum Luckau
  - Höllberghof bei Langengrassau
- Luckenwalde, Landkreis Teltow-Fläming
  - Heimatmuseum Luckenwalde
  - Kunsthalle Vierseithof
  - Technisches Museum Luckenwalde Altes Stadtbad
- Ludwigsfelde, Landkreis Teltow-Fläming
  - Museum der Stadt Ludwigsfelde
- Lunow, Landkreis Barnim
  - Dorfmuseum Lunow
- Lübben, Landkreis Dahme-Spreewald
  - Museum Lübben

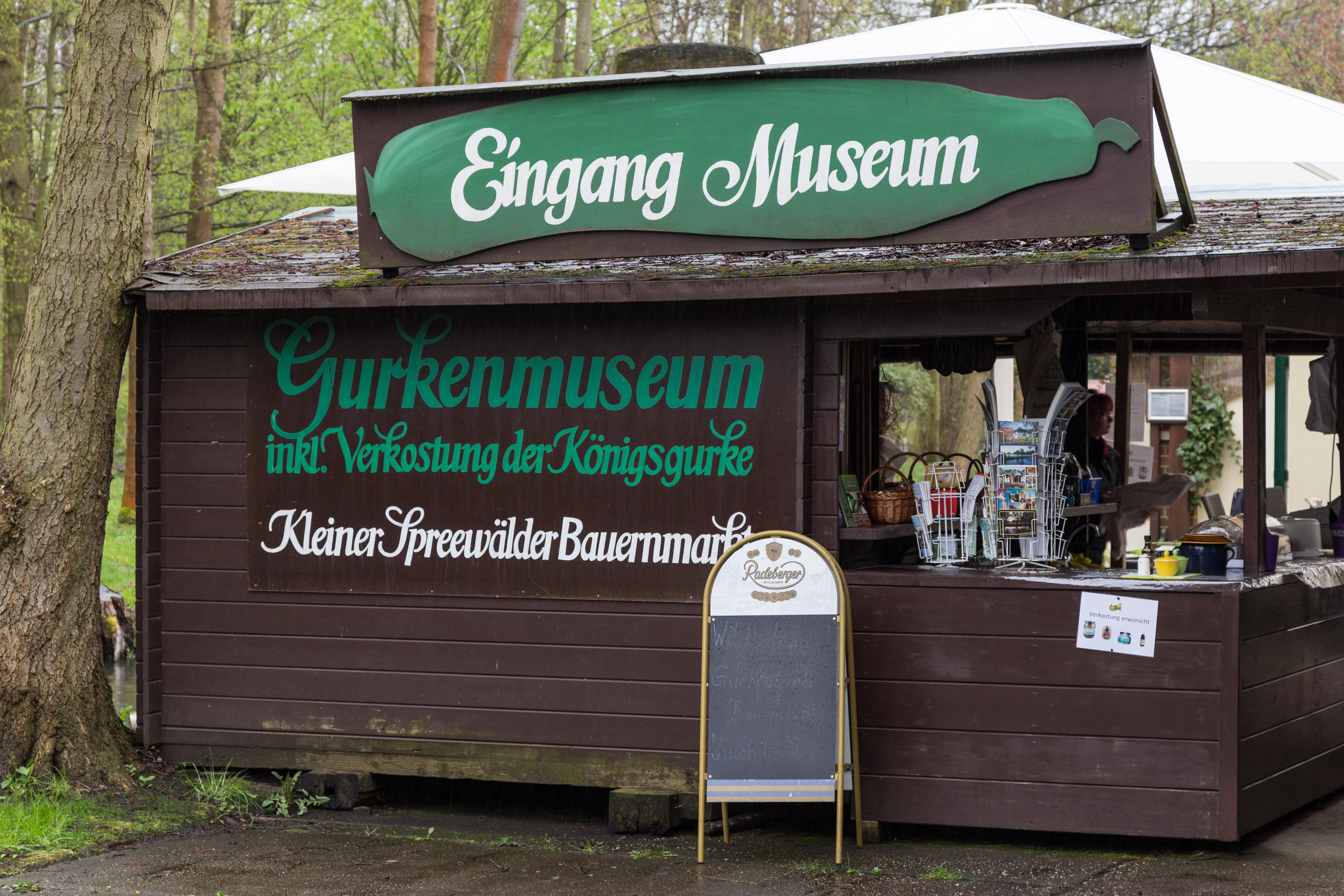
Eingang zum Gurkenmuseum Lehde

- Lübbenau, Landkreis Oberspreewald-Lausitz
  - Spreewald-Museum
  - Gurkenmuseum Lehde Hotelanlage Starick
  - Freiland-Museum Lehde Volkskundliche Abt. des Spreewaldmuseums
- Lychen, Landkreis Uckermark
  - Flößereimuseum
  - Historisches Faltbootkabinett
- Lynow, Landkreis Teltow-Fläming
  - Oscar-Barnack-Museum
- Löwenberg, Landkreis Oberhavel
  - Heimatmuseum Hus tu Löwenberg

## M
- Menz, Landkreis Oberhavel
  - Heimatstube Menz
  - NaturParkHaus Stechlin
- Meyenburg
  - Modemuseum
  - Schlossmuseum Meyenburg
- Michendorf, Landkreis Potsdam-Mittelmark
  - Heimatmuseum in der Alten Mühle
- Mildenberg, Landkreis Oberhavel
  - Ziegeleipark Mildenberg, ein Ankerpunkt der  Europäischen Route der Industriekultur (ERIH)
- Mittenwalde, Landkreis Dahme-Spreewald
  - Heimatmuseum Mittenwalde
- Motzen, Landkreis Dahme-Spreewald
  - Heimatmuseum Motzen
- Mühlberg/Elbe, Landkreis Elbe-Elster
  - Stadtmuseum Mühlberg
  - Gedenkstätte Kriegsgefangenenlager Stammlager IV B (1939–1945) / sowjetisches Speziallager Nr. 1 Mühlberg (1945–1948)
- Müllrose, Landkreis Oder-Spree
  - Heimatmuseum Müllrose
- Müncheberg, Landkreis Märkisch-Oderland
  - Ständige Stadtgeschichtliche Ausstellung der Stadt Müncheberg
- Möbiskruge, Landkreis Oder-Spree
  - Bauernmuseum
- Möglin, Landkreis Märkisch-Oderland
  - Gedenkstätte für Albrecht Daniel Thaer
- Möthlow, Landkreis Havelland
  - Bienenmuseum Möthlow

## N
- Nauen, Landkreis Havelland
  - Museum der Stadt Nauen
  - Fontane Museum im Schloss Ribbeck
  - Dauerausstellung in der Großfunkstelle Nauen
  - Museumsdorf Gannahall (in laufender Entstehung)
  - Heimatstube Wachow
- Nebelin, Landkreis Prignitz
  - Heimatstube Nebelin Pfarrhaus
- Neuhardenberg, Landkreis Märkisch-Oderland
  - Heimatmuseum Neuhardenberg
  - Heimatstube Langes Haus Altfriedland
- Neukleinow, Landkreis Uckermark
  - Mahlsteinmuseum Neukleinow
- Neulewin, Landkreis Märkisch-Oderland
  - Heimatstube Neulewin
- Neuruppin, Landkreis Ostprignitz-Ruppin
  - Bilderbogen-Galerie Neuruppin
  - Museum Neuruppin
  - Museumshof
- Neurüdnitz, Landkreis Märkisch-Oderland
  - Heimatstube Neurüdnitz Horst Carow
- Neustadt/Dosse, Landkreis Ostprignitz-Ruppin
  - Besichtigungsstätte der Mumie des Ritters Kahlbutz
  - Kutschenmuseum Graf-von-Lindenau-Halle
  - Technisches Denkmal und Museum Gaswerk
- Neuzelle, Landkreis Oder-Spree
  - Stiftung Stift Neuzelle
  - Strohhaus Neuzelle, Museumshof ländlicher Alltagskultur
- Niemtsch, Landkreis Oberspreewald-Lausitz
  - Bergbaumuseum Niemtsch Dieter Müller

## O
- Oderberg, Landkreis Barnim
  - Binnenschifffahrts-Museum Oderberg
- Oranienburg, Landkreis Oberhavel
  - Gedenkstätte und Museum Sachsenhausen
  - Kreismuseum Oranienburg (Amtshauptmannshaus)
  - Schlossmuseum Oranienburg
- Ortrand, Landkreis Oberspreewald-Lausitz
  - Stadtgeschichtsmuseum

## P
- Paaren/Glien, Landkreis Havelland
  - Landmuseum Paaren im Märkischen Ausstellungs- und Freizeitzentrum (MAFZ)
- Paretz, Landkreis Havelland
  - Schloss Paretz
- Peitz, Landkreis Spree-Neiße
  - Eisenhüttenmuseum
  - Festungsturm
- Perleberg, Landkreis Prignitz
  - DDR-Geschichtsmuseum
  - Oldtimermuseum
  - Stadt- und Regionalmuseum Perleberg
- Petkus, Landkreis Teltow-Fläming
  - Paltrockmühle Petkus
- Petznick, Landkreis Uckermark
  - Heimatstube Petznick Gut Petznick
- Pinnow, Landkreis Uckermark
  - Gutshof Pinnow
- Plattenburg, Landkreis Prignitz
  - Burgmuseum Plattenburg
- Plessa, Landkreis Elbe-Elster
  - Elstermühle Plessa
  - Kraftwerk Plessa
- Pohlitz, Landkreis Oder-Spree
  - Schäfereimuseum Pohlitz
- Potsdam
  - Potsdam-Museum – Forum für Kunst und Geschichte
  - Gedenkstätte Lindenstraße 54/55 (ehemaliges Stasi-Gefängnis)
  - Naturkundemuseum Potsdam
  - Gefängnis Leistikowstraße (ehemaliges KGB-Gefängnis)
  - Filmmuseum Potsdam
  - Museum Barberini
  - Haus der Brandenburgisch-Preußischen Geschichte
  - Schloss Sanssouci, Neues Palais, Bildergalerie, Neue Kammern, Historische Mühle, Orangerie, Schloss Charlottenhof, Römische Bäder, Normannischer Turm, Chinesisches Teehaus, Belvedere auf dem Klausberg
  - Schloss Cecilienhof, Marmorpalais, Belvedere auf dem Pfingstberg
  - Schloss Babelsberg, Flatowturm
  - Botanischer Garten der Universität Potsdam
  - Jagdschloss Stern
  - Extavium Potsdam
  - Dampfmaschinenhaus (Moschee)
  - Gedenkstätte „Potsdam und der 20. Juli 1944“
  - Jan Bouman Haus im Holländischen Viertel
  - Berliner S-Bahn-Museum am Bahnhof Potsdam Griebnitzsee
  - Militärmuseum Brandenburg-Preußen (im Aufbau)
  - Museum Alexandrowka
  - Museum Fluxus+
  - Nowaweser Weberstube
  - Deutsches Rundfunk-Museum
  - Narkose Schmerztherapie Museum
  - historische Astronomieinstrumente in der Sternwarte Babelsberg
  - Wissenschaftspark Albert Einstein auf dem Telegrafenberg
- Prenzlau, Landkreis Uckermark
  - Dominikanerkloster Prenzlau Kulturhistorisches Museum
- Prieros, Landkreis Dahme-Spreewald
  - Heimathaus Prieros
- Pritzwalk, Landkreis Prignitz
  - Museumsfabrik Pritzwalk
  - Naturkundemuseum im Heinrich-Gätke-Haus im Hainholz
- Proschim, Landkreis Spree-Neiße
  - Ausstellung in der Alten Mühle
- Putlitz, Landkreis Prignitz
  - Heimat- und Mühlenmuseum Putlitz

## R
- Raben, Landkreis Potsdam-Mittelmark
  - Burg Rabenstein
  - Naturparkausstellung im Naturparkzentrum Hoher Fläming
- Raddusch, Landkreis Oberspreewald-Lausitz
  - Slawenburg Raddusch
- Rathenow, Landkreis Havelland
  - Galerie am Märkischen Platz
  - Kreismuseum Rathenow
  - St.-Marien-Andreas-Kirche
- Rathsdorf, Landkreis Märkisch-Oderland
  - Storchenmuseum
- Rauen, Landkreis Oder-Spree
  - Heimatstube Rauen Andreas Simon
- Reckahn, Landkreis Potsdam-Mittelmark
  - Schloss Reckahn
  - Schulmuseum und Gedenkstätte Friedrich E. von Rochow
- Rheinsberg, Landkreis Ostprignitz-Ruppin
  - Kurt-Tucholsky-Literaturmuseum im Schloss Rheinsberg
  - Museum Schloss Rheinsberg
- Ringenwalde, Landkreis Uckermark
  - Dorfmuseum Ringenwalde
- Ruhland, Landkreis Oberspreewald-Lausitz
  - Heimatstube der Stadt Ruhland
- Rüdersdorf, Landkreis Märkisch-Oderland
  - Museumspark Rüdersdorf
- Rühstädt, Landkreis Prignitz
  - Bauernmuseum Rühstädt Jürgen Herper

## S
- Saalow, Landkreis Teltow-Fläming
  - Schubertsche Windmühle
- Bad Saarow, Landkreis Oder-Spree
  - Maxim-Gorki-Gedenkstätte
  - Technisches Denkmal Bunker-Fuchsbau[4]
- Saathain, Landkreis Elbe-Elster
  - Heimatmuseum Saathain
- Schiffmühle, Landkreis Märkisch-Oderland
  - Fontanehaus und Heimatstuben Schiffmühle
- Schlepzig, Landkreis Dahme-Spreewald
  - Bauernmuseum Schlepzig[5]
- Schlieben, Landkreis Elbe-Elster
  - Drandorfhof Schlieben
  - Heimatstube Schlieben
- Schlunkendorf, Landkreis Potsdam-Mittelmark
  - Spargelmuseum Beelitz in Schlunkendorf[6]
- Schmerkendorf, Landkreis Elbe-Elster
  - Heimatstube im alten Pfarrhaus

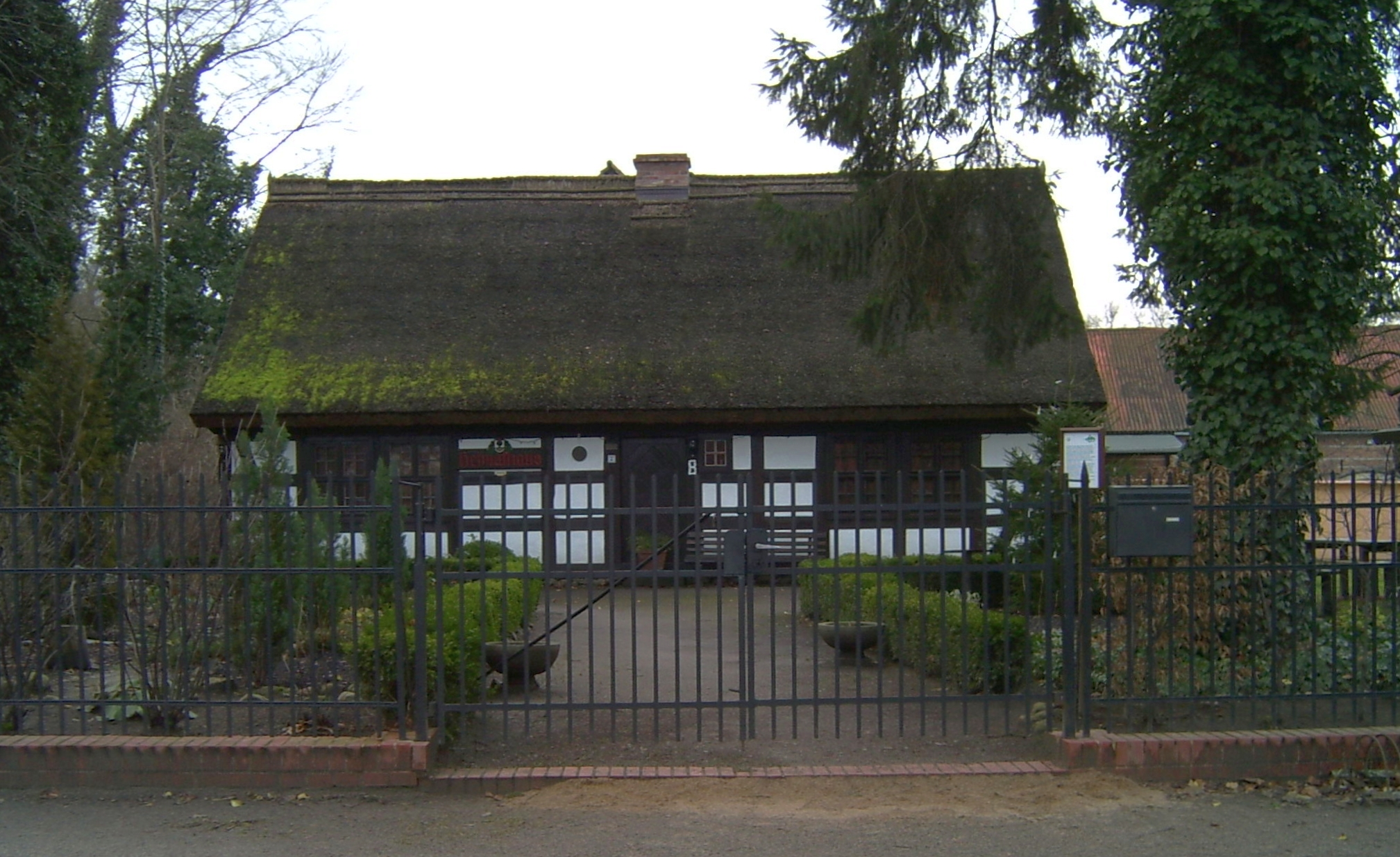
Heimathaus Schöneiche

- Schwarzheide, Landkreis Oberspreewald-Lausitz
  - Heimatstube Schwarzheide
- Schwedt, Landkreis Uckermark
  - Galerie im Ermelerspeicher
  - Stadtmuseum Schwedt
- Schwerzko, Landkreis Oder-Spree
  - Schwerzkoer Mühle
- Gemeinde Schwielowsee, Landkreis Potsdam-Mittelmark
  - Aktives Museum Handweberei Geltow[7]
- Schönborn, Landkreis Elbe-Elster
  - Glasmuseum Schönborn
- Schöneiche, Landkreis Oder-Spree
  - Museum für Heimatgeschichte mit Heimathaus Schöneiche
  - Rosa Luxemburg Haus
- Schönermark, Landkreis Uckermark
  - Schul- und Heimatmuseum Schönermark[8]
- Seehausen, Landkreis Teltow-Fläming
  - Kulturscheune Seehausen Kleines Museum
- Seelow, Landkreis Märkisch-Oderland
  - Gedenkstätte Seelower Höhen
  - Schul- und Bethaus Altlangsow
- Senftenberg, Landkreis Oberspreewald-Lausitz
  - Festungsanlage mit dem Kreismuseum Senftenberg
  - Galerie am Schloss
- Senzke, Landkreis Havelland
  - Fintelmannhaus
  - Heimatmuseum Alter Senzker
- Sonnewalde, Landkreis Elbe-Elster
  - Heimatstube Sonnewalde
- Sperenberg, Landkreis Teltow-Fläming
  - Heimatstube Sperenberg
- Spremberg, Landkreis Spree-Neiße
  - Niederlausitzer Heidemuseum Kreismuseum des Landkreises Spree-Neiße
- Stendenitz, Landkreis Ostprignitz-Ruppin
  - Waldmuseum Stendenitz
- Stepenitz, Landkreis Prignitz
  - Evangelisches Stift Marienfließ
- Stolzenhagen, Landkreis Barnim
  - Geologischer Garten e. V. Dr. Klaus Tempelhoff
- Straupitz (Spreewald), Landkreis Dahme-Spreewald
  - Holländermühle Straupitz
- Strausberg, Landkreis Märkisch-Oderland
  - Heimatmuseum Strausberg
- Stölln, Landkreis Havelland
  - Otto-Lilienthal-Gedenkstätte

## T
- Teltow, Landkreis Potsdam-Mittelmark
  - Heimatmuseum der Stadt Teltow Peter Jaeckel
  - Industriemuseum Teltow
  - Deutsches Schweinemuseum Ruhlsdorf
- Templin, Landkreis Uckermark
  - Uckermärkisches Volkskundemuseum Templin
- Trebatsch, Landkreis Oder-Spree
  - Ludwig-Leichhardt-Museum
- Trebbus, Landkreis Elbe-Elster
  - Bockwindmühle-Museum
- Treuenbrietzen, Landkreis Potsdam-Mittelmark
  - Heimatmuseum Treuenbrietzen

## U
- Uebigau-Wahrenbrück, Landkreis Elbe-Elster
  - Heimatstube Uebigau
  - Brikettfabrik Louise, ein Ankerpunkt der  Europäischen Route der Industriekultur (ERIH), im Ortsteil Domsdorf

## V
- Vehlefanz, Landkreis Oberhavel
  - Mühlenmuseum
- Velten, Landkreis Oberhavel
  - Ofen- und Keramikmuseum Velten
- Vetschau, Landkreis Oberspreewald-Lausitz
  - Hellmann-Stube
- Vierraden, Landkreis Uckermark
  - Heimatstuben Vierraden
  - Tabakmuseum Vierraden
- Vietmannsdorf, Landkreis Uckermark
  - Heimatstube Vietmannsdorf

## W
- Wahlsdorf, Landkreis Teltow-Fläming
  - Dorfmuseum Wahlsdorf
- Wahrenbrück, Landkreis Elbe-Elster
  - Heimatstube Wahrenbrück
- Waldsieversdorf, Landkreis Märkisch-Oderland
  - Heimatstube Waldsieversdorf
- Wall, Landkreis Ostprignitz-Ruppin
  - Heimatstube Wall
- Wandlitz, Landkreis Barnim
  - Agrarmuseum
- Warthe, Landkreis Uckermark
  - Heimatstube Warthe
- Werbig, Landkreis Teltow-Fläming
  - Künstlerhaus Schloss Wiepersdorf
  - Bettina und Achim von Arnim Museum im Schloss Wiepersdorf
- Werder (Havel), Landkreis Potsdam-Mittelmark
  - Obstbaumuseum und Mühle
  - Zweiradmuseum Havel-Auen
  - Feuerwehr-Technikmuseum
- Wiesenburg, Landkreis Potsdam-Mittelmark
  - Informationsstelle mit Heimatstube
- Wilhelmsaue, Landkreis Märkisch-Oderland
  - Bockwindmühle Wilhelmsaue Außenstelle des Brandenburgischen Freilichtmuseums
- Wilhelmshorst, Landkreis Potsdam-Mittelmark
  - Peter-Huchel-Haus
- Wittenberge, Landkreis Prignitz
  - Stadtmuseum Wittenberge
- Wittstock/Dosse, Landkreis Ostprignitz-Ruppin
  - Kreis- und Heimatmuseum
  - Museum des Dreißigjährigen Krieges und Ostprignitzmuseum
  - Gedenkstätte Todesmarsch im Belower Wald
  - Schlachtfeld 1636 – Aussichts- und Gedenkplattform
- Wittstock, Landkreis Uckermark
  - Bauernmuseum Wittstock/Prenzlau
- Wolfshagen, Landkreis Prignitz
  - Schlossmuseum Wolfshagen
- Woltersdorf, Landkreis Oder-Spree
  - Heimatstube Woltersdorf
  - Museum der deutschen Lebensreform
- Worin, Landkreis Märkisch-Oderland
  - Wassermühle Worin[9]
- Wriezen, Landkreis Märkisch-Oderland
  - Kleine Galerie Franz Nolde
  - Stadtmuseum Wriezen
- Wuschewier, Landkreis Märkisch-Oderland
  - Schul- und Bethaus Wuschewier
- Wusterhausen/Dosse, Landkreis Ostprignitz-Ruppin
  - Wegemuseum Wusterhausen
- Wustrau, Landkreis Ostprignitz-Ruppin
  - Brandenburg-Preußen Museum Wustrau
- Wustrow, Landkreis Prignitz
  - Alte Schule Wustrow
- Wünsdorf, Landkreis Teltow-Fläming
  - Brandenburgisches Landesamt für Denkmalpflege und Archäologisches Landesmuseum
  - Garnisonsmuseum
  - Museum des Teltow
  - Motorradmuseum an der B96
  - Radsportmuseum Wünsdorf (geschlossen)

## Z
- Zechlinerhütte, Landkreis Ostprignitz-Ruppin
  - Alfred Wegener Gedenkstätte
- Zehdenick, Landkreis Oberhavel
  - Klostergalerie Zehdenick
- Zeuthen, Landkreis Dahme-Spreewald
  - Ausstellung Fontane und Zeuthen Desy Zeuthen
  - Heimatstube Zeuthen/Miersdorf
- Ziesar, Landkreis Potsdam-Mittelmark
  - Museum für brandenburgische Kirchen- und Kulturgeschichte des Mittelalters
  - Heimatmuseum Ziesar
- Zossen, Landkreis Teltow-Fläming
  - Kleine Galerie Zossen
  - Museum und Begegnungsstätte Alter Krug
- Zäckericker Loose, Landkreis Märkisch-Oderland
  - Dammeisterhaus